# ズィグムント・ボフシュ＝シシュコ

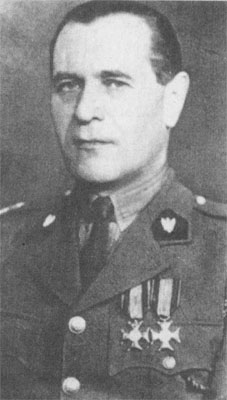
ズィグムント・ボフシュ＝シシュコ

ズィグムント・ピョートル・ボフシュ＝シシュコ（Zygmunt Piotr Bohusz-Szyszko；1893年 - 1981年）は、ポーランドの軍人。准将。
ロシア帝国軍において、第一次世界大戦に従軍。1915年、オーストリア軍の捕虜となる。1918年、ポーランド軍団の第2旅団に入る。
ポーランド独立後、ポーランド軍に入隊し、連隊長となる。1933年から国境警備団副司令官。
ドイツ軍のポーランド侵攻時、「ポモジェ」軍編成下の第16ポモジェ歩兵師団長となり、グルジョンツ（9月1日～3日）、ブズラ（9月11日～18日）の戦いに参加。
ポーランド降伏後、フランスに亡命し、1940年2月、英仏軍が編成していたポーランド独立山岳旅団の長となり、ノルウェー（ナルヴィク近郊）での軍事行動に参加した。フランス帰国後、中央軍事教育課を指導。1941年8月から駐モスクワ軍事使節団長。ヴワディスワフ・アンデルス将軍のポーランド軍編成の発議者の1人となり、1942年、第5師団を指揮。
1943年6月、ソ連と亡命政府間の関係断絶後、ソ連を離れる。1944年～1945年、第2ポーランド軍団副軍団長。イタリア戦線で行動し、モンテ・カッシーノ及びアンコナの戦いで功績を上げた。1945年～1946年、東部ポーランド軍司令官、第2ポーランド軍団長となり、ボローニャ地区の戦闘を指揮。
終戦後、イギリスに亡命。
1997年、ボフシュ＝シシュコの遺体はワルシャワに改葬された。